# Costantino Diogene
Costantino Diogene (greco antico: Κωνσταντίνος Διογένης; ... – Antiochia, 1073) è stato un principe bizantino, figlio di primo letto dell'imperatore Romano IV Diogene.

## Biografia
Costantino Diogene nacque dal primo matrimonio di Romano IV Diogene con Anna di Bulgaria, figlia di Alusiano. Venne chiamato in onore del nonno, celebre generale. Pur essendo il primogenito del padre, quando questi ascese al trono bizantino venne soppiantato nella linea di successione da Niceforo e Leone, nati nel 1069 e figli del secondo matrimonio di Romano con l'imperatrice vedova Eudocia. 
Costantino venne coinvolto nelle trame di Anna Dalassena, cognata del defunto Isacco I Comneno, per favorire la linea dei Diogene rispetto a quella dei Ducas, rappresentati da Michele VII, figlio di Eudocia e del suo primo marito, Costantino X. In questa prospettiva, nel 1068 Anna diede in moglie a Costantino sua figlia Teodora Comnena, sorella del futuro Alessio I. Ebbero una figlia, Anna Diogenissa, che sposò Uroš I di Rascia. 
Costantino morì in battaglia nel 1073, sotto le mura di Antiochia, dove combatteva agli ordini di suo cognato, Isacco Comneno. Nel 1095, un avventuriero che dichiarava di essere, a seconda delle fonti, Costantino o suo fratello Leone, invase i confini bizantini a capo di una coalizione di tribù cumane prima di essere sconfitto da Alessio I.

## Ascendenza
|                      |                               |                    | Genitori |  |  | Nonni |  |  | Bisnonni |  |  | Trisnonni |  |
|                      |                               |                    |          |  |  |       |  |  | …        |  |  | …         |  |
|                      |                               |                    |          |  |  |       |  |  | …        |  |  | …         |  |
|                      |                               | …                  |          |  |  |       |  |  | …        |  |  |           |  |
| Costantino Diogene   |                               |                    |          |  |  |       |  |  | …        |  |  |           |  |
|                      |                               | …                  | …        |  |  |       |  |  |          |  |  |           |  |
|                      |                               | …                  | …        |  |  |       |  |  |          |  |  |           |  |
|                      |                               | …                  | …        |  |  |       |  |  |          |  |  |           |  |
| Romano IV Diogene    |                               | …                  |          |  |  |       |  |  |          |  |  |           |  |
|                      |                               | …                  | …        |  |  |       |  |  |          |  |  |           |  |
|                      |                               | …                  | …        |  |  |       |  |  |          |  |  |           |  |
|                      |                               | …                  | …        |  |  |       |  |  |          |  |  |           |  |
| …                    |                               | …                  |          |  |  |       |  |  |          |  |  |           |  |
|                      |                               | …                  | …        |  |  |       |  |  |          |  |  |           |  |
|                      |                               | …                  | …        |  |  |       |  |  |          |  |  |           |  |
|                      |                               | …                  | …        |  |  |       |  |  |          |  |  |           |  |
| Costantino Diogene   |                               | …                  |          |  |  |       |  |  |          |  |  |           |  |
|                      | Giovanni Ladislao di Bulgaria | Aronne di Bulgaria |          |  |  |       |  |  |          |  |  |           |  |
|                      | Giovanni Ladislao di Bulgaria | Aronne di Bulgaria |          |  |  |       |  |  |          |  |  |           |  |
|                      | Giovanni Ladislao di Bulgaria | …                  |          |  |  |       |  |  |          |  |  |           |  |
| Alusiano di Bulgaria | Giovanni Ladislao di Bulgaria |                    |          |  |  |       |  |  |          |  |  |           |  |
|                      |                               | Maria              | …        |  |  |       |  |  |          |  |  |           |  |
|                      |                               | Maria              | …        |  |  |       |  |  |          |  |  |           |  |
|                      |                               | Maria              | …        |  |  |       |  |  |          |  |  |           |  |
| Anna di Bulgaria     |                               | Maria              |          |  |  |       |  |  |          |  |  |           |  |
|                      |                               | …                  | …        |  |  |       |  |  |          |  |  |           |  |
|                      |                               | …                  | …        |  |  |       |  |  |          |  |  |           |  |
|                      |                               | …                  | …        |  |  |       |  |  |          |  |  |           |  |
| …                    |                               | …                  |          |  |  |       |  |  |          |  |  |           |  |
|                      |                               | …                  | …        |  |  |       |  |  |          |  |  |           |  |
|                      |                               | …                  | …        |  |  |       |  |  |          |  |  |           |  |
|                      |                               | …                  | …        |  |  |       |  |  |          |  |  |           |  |
|                      |                               | …                  |          |  |  |       |  |  |          |  |  |           |  |